# Renato Pinciroli
Renato Pinciroli (Costigliole d'Asti, 22 gennaio 1905 – Palermo, 2 settembre 1976) è stato un attore italiano.

## Biografia
È stato un attore caratterista. Pur cominciando la carriera d'attore in età non più giovanile, riuscì comunque a imporre il suo viso e le sue capacità recitative al pubblico del grande schermo. L'attore piemontese si destreggiò dalle piccole comparsate fino a ottenere ruoli da comprimario e talvolta da antagonista; tale successo però arrivò solo intorno alla prima metà degli anni settanta, quando lavorò più volte in film del filone della commedia all'italiana.
Tra i personaggi più significativi che l'attore ha interpretato, si possono citare il ruolo del padre di Michele Fiore in Bella, ricca, lieve difetto fisico, cerca anima gemella in cui immedesima alla perfezione il personaggio di un anziano napoletano affetto da una fobia sessuale (pur essendo doppiato in modo proverbiale da Gigi Reder, che gli conferì un tono e un accento decisamente adatto al ruolo). Un altro ruolo degno di nota è quello del padre di Augusto in Oh, Serafina!, film in cui l'attore veste i panni dell'anziano padre di Renato Pozzetto, che muore suicida dopo pochi minuti dall'inizio della pellicola.
Nel 1968 e dal 1972 al 1975, l'attore fu anche interprete di alcuni caroselli; dopo essere stato impegnato per tutta l'estate del 1976 su diversi set cinematografici, Renato Pinciroli muore il 2 settembre successivo, all'età di 71 anni, proprio il primo giorno di distribuzione della pellicola Per amore di Cesarina, uno dei film ai quali aveva preso parte, interpretando l'anziano e premuroso papà di Walter Chiari.

## Filmografia

### Cinema
- Gelosia, regia di Pietro Germi (1953)
- L'avventura, regia di Michelangelo Antonioni (1960)
- Divorzio all'italiana, regia di Pietro Germi (1961)
- La smania addosso, regia di Marcello Andrei (1962)
- Salvatore Giuliano, regia di Francesco Rosi (1962)
- Il Gattopardo, regia di Luchino Visconti (1963)
- Menage all'italiana, regia di Franco Indovina (1965)
- Io, io, io... e gli altri, regia di Alessandro Blasetti (1965)
- C'era una volta, regia di Francesco Rosi (1967)
- Uno straniero a Paso Bravo, regia di Salvatore Rosso (1968)
- Testa di sbarco per otto implacabili, regia di Alfonso Brescia (1968)
- Uno di più all'inferno, regia di Giovanni Fago (1968)
- ...e per tetto un cielo di stelle, regia di Giulio Petroni (1968)
- C'era una volta il West, regia di Sergio Leone (1968)
- Così dolce... così perversa, regia di Umberto Lenzi (1969)
- Gli specialisti, regia di Sergio Corbucci (1969)
- Armiamoci e partite!, regia di Nando Cicero (1971)
- Bella di giorno moglie di notte, regia di Nello Rossati (1971)
- La gatta in calore, regia di Nello Rossati (1972)
- Le notti peccaminose di Pietro l'Aretino, regia di Manlio Scarpelli (1972)
- Il caso Pisciotta, regia di Eriprando Visconti (1972)
- Buona parte di Paolina, regia di Nello Rossati (1973)
- Ku-Fu? Dalla Sicilia con furore, regia di Nando Cicero (1973)
- Bella, ricca, lieve difetto fisico, cerca anima gemella, regia di Nando Cicero (1973)
- La faccia violenta di New York, regia di Jorge Darnell (1973)
- Il mio nome è Nessuno, regia di Tonino Valerii (1973)
- Società a responsabilità molto limitata, regia di Paolo Bianchini (1973)
- Il tempo dell'inizio, regia di Luigi Di Gianni (1974)
- Il viaggio, regia di Vittorio De Sica (1974)
- Arrivano Joe e Margherito, regia di Giuseppe Colizzi (1974)
- Fatevi vivi, la polizia non interverrà, regia di Giovanni Fago (1974)
- Il piatto piange, regia di Paolo Nuzzi (1974)
- Anno Uno, regia di Roberto Rossellini (1974)
- L'eredità dello zio buonanima, regia di Alfonso Brescia (1974)
- Mala, amore e morte, regia di Tiziano Longo (1975)
- Vergine, e di nome Maria, regia di Sergio Nasca (1975)
- Due cuori, una cappella, regia di Maurizio Lucidi (1975)
- Perdutamente tuo... mi firmo Macaluso Carmelo fu Giuseppe, regia di Vittorio Sindoni (1976)
- Carioca tigre, regia di Giuliano Carnimeo (1976)
- Don Milani, regia di Ivan Angeli (1976)
- Il maestro di violino, regia di Giovanni Fago (1976)
- Per amore di Cesarina, regia di Vittorio Sindoni (1976) (postumo)
- Oh, Serafina!, regia di Alberto Lattuada (1976) (postumo)
- Cugine mie, regia di Marcello Avallone (1978) (postumo)

### Televisione
- Le inchieste del commissario Maigret – serie TV, episodi 2x04, 3x04 (1966-1968)
- La donna di quadri – miniserie TV (1968)
- Il segreto di Luca – miniserie TV (1969)
- FBI - Francesco Bertolazzi investigatore – miniserie TV (1970)
- Un'estate, un inverno – miniserie TV (1971)
- Ipotesi sulla scomparsa di un fisico atomico, regia di Leandro Castellani – film TV (1972)
- Diagnosi, regia di Mario Caiano – miniserie TV (1975)
- Il processo – miniserie TV (1978) – postumo

## Doppiatori italiani
- Ignazio Balsamo in Salvatore Giuliano
- Roberto Bertea in ...e per tetto un cielo di stelle
- Lauro Gazzolo in Gli specialisti
- Giuseppe Fortis in Armiamoci e partite!
- Gigi Reder in Bella, ricca, lieve difetto fisico, cerca anima gemella
- Pino Ferrara in Il viaggio
- Renato Mori in Due cuori, una cappella
- Fausto Tommei in Il piatto piange, Oh, Serafina!
- Carlo Alighiero in Perdutamente tuo... mi firmo Macaluso Carmelo fu Giuseppe
- Guido Celano in Per amore di Cesarina
- Gino Baghetti in Il mio nome è Nessuno